# Гельмут Райнгардт
Гельмут Райнгардт (нім. Hellmuth Reinhardt; 27 червня 1900, Штутгарт — 16 вересня 1989) — німецький офіцер, генерал-майор вермахту і бундесверу. Кавалер Німецького хреста в сріблі.

## Біографія
Син генерал-лейтенанта Ернста Райнгардта (1870–1939) і його дружини Анни, уродженої Ведемеєр. Племінник генерала піхоти Вальтера Райнгардта.
Після закінчення гімназії 12 червня 1918 року вступив в гренадерський полк «Королева Ольга» (1-й Вюртемберзький) №119 в Штутгарті. З 1 жовтня 1919 року служив в стрілецькому полку «Старий Вюртемберг» №25, з 1 січня 1921 року — в 13-му (Вюртемберзькому) піхотному полку в Людвігсбурзі. З 1927 року — ад'ютант 3-го батальйону свого полку. В 1929/32 роках — наглядовий офіцер при піхотному училищі Дрездена. 1 жовтня 1933 року відряджений у Військову академію Берліна, 1 липня 1935 року — в організаційний відділ Імперського військового міністерства, 1 жовтня 1936 року — в Генштабу сухопутних військ. З 12 жовтня 1937 року — командир роти 119-го піхотного полку в Штутгарті.
З 10 листопада 1938 року — 2-й офіцер Ганштабу 5-го армійського корпусу в Штутгарті. З 10 вересня 1939 року — 1-й офіцер (начальник оперативного відділу) Генштабу 4-ї танкової дивізії. З 15 листопада 1940 року — начальник штабу Загального управління сухопутних військ ОКГ. 1 грудня 1943 року відправлений в командний резерв. З 1 квітня 1944 року — начальник Генштабу 8-ї, з 7 грудня 1944 року —1-ї армії, з 28 грудня 1944 року — головнокомандувача вермахту в Данії, з 8 травня 1945 року — головнокомандування армії «Ліндеманн», яке займалось інтернуванням німецьких військ під контролем союзників. 7 червня 1945 року взятий в полон. 1 квітня 1948 року звільнений.
В 1948/55 роках — співробітний Центру військової історії армії США в Кенігштайні і Карлсруе. В січні 1956 рокувступив в бундесвер. З 10 червня 1956 року — начальник Військового управління. З 1 жовтня 1960 року — командувач 5-м військовим округом в Штутгарті. 30 вересня 1962 року вийшов у відставку. З 1 квітня 1963 року — навчальний керівник Євангелічної академії Бад-Болля. З 18 червня 1965 по 31 грудня 1971 року — голова Товариства військових досліджень.

## Звання
- Фанен-юнкер (12 червня 1918)
- Фенріх (1 січня 1921)
- Оберфенріх (1 листопада 1921)
- Лейтенант (1 квітня 1922)
- Оберлейтенант (1 лютого 1927)
- Гауптман (1 квітня 1934)
- Майор Генштабу (1 червня 1938)
- Оберстлейтенант (1 листопада 1940)
- Оберст (1 червня 1942)
- Генерал-майор (1 червня 1944)
- Бригадний генерал (1 січня 1956)
- Генерал-майор (5 квітня 1957)

## Нагороди
- Почесний хрест ветерана війни
- Медаль «За вислугу років у Вермахті» 4-го, 3-го і 2-го класу (18 років)
- Залізний хрест
  - 2-го класу (20 травня 1940)
  - 1-го класу (27 травня 1940)
- Хрест Воєнних заслуг 2-го і 1-го класу з мечами (30 січня 1942) — отримав 2 нагороди одночасно.
- Орден Корони короля Звоніміра (Незалежна Держава Хорватія; 1 червня 1942)
- Німецький хрест в сріблі (31 жовтня 1943)
- Орден «За заслуги перед Федеративною Республікою Німеччина», командорський хрест (30 вепесея 1962)